# Campeonato Gaúcho de Futebol de 2017 - Série A
O Campeonato Gaúcho de Futebol de 2017 - Série A, oficialmente denominado Gauchão Ipiranga 2017, foi a 97ª edição da competição organizada anualmente pela Federação Gaúcha de Futebol, disputada entre 29 de janeiro e 7 de maio. O Novo Hamburgo conquistou o seu primeiro título na história contra o Internacional, nos pênaltis.

## Formato de disputa
O campeonato será disputado em duas fases. A primeira fase reunirá as doze equipes em grupo único, onde estas equipes enfrentam-se entre si, em jogos apenas de ida. Os oito primeiros colocados serão classificados para a segunda fase, enquanto os dois últimos colocados serão rebaixados para a Divisão de Acesso de 2018. A segunda fase será disputada no formado de mata-mata, com as quartas de final, onde as oito equipes classificadas da primeira fase disputam em jogos de ida e volta, a semifinal, onde as quatro equipes classificadas das quartas de final disputam jogos de ida e volta, e a final, onde as duas equipes classificadas da semifinal disputam jogos de ida e volta para definir o campeão da competição.
Ao final do campeonato, a equipe melhor colocada, excetuando-se dupla Grenal e que não tenha disputado a final, será declarada campeã do interior. As três equipes melhor colocadas na classificação geral classificarão-se para a Copa do Brasil de Futebol de 2018, porém, caso estas equipes já tenham conquistado a vaga por outro método, a vaga será repassada a equipe subsequente. Também serão disponibilizadas duas vagas para o Campeonato Brasileiro de Futebol de 2018 - Série D, que serão distribuídas para os dois melhores colocados, que já não estejam classificados para alguma divisão do Campeonato Brasileiro de Futebol.

## Participantes
| Equipe                                          | Cidade        | Em 2016       | Títulos (Último) |
| ----------------------------------------------- | ------------- | ------------- | ---------------- |
| Grêmio Esportivo Brasil                         | Pelotas       | 8°            | 1 (1919)         |
| Sociedade Esportiva e Recreativa Caxias do Sul  | Caxias do Sul | 1º (Série A2) | 1 (2000)         |
| Esporte Clube Cruzeiro                          | Cachoeirinha  | 11º           | 1 (1929)         |
| Grêmio Foot-Ball Porto Alegrense                | Porto Alegre  | 3º            | 36 (2010)        |
| Sport Club Internacional                        | Porto Alegre  | 1º            | 45 (2016)        |
| Esporte Clube Juventude                         | Caxias do Sul | 2º            | 1 (1998)         |
| Esporte Clube Novo Hamburgo                     | Novo Hamburgo | 7º            | 1 (2017)         |
| Esporte Clube Passo Fundo                       | Passo Fundo   | 10º           | 0 (não possui)   |
| Esporte Clube São José                          | Porto Alegre  | 4º            | 0 (não possui)   |
| Sport Club São Paulo                            | Rio Grande    | 6º            | 1 (1933)         |
| Veranópolis Esporte Clube Recreativo e Cultural | Veranópolis   | 9º            | 0 (não possui)   |
| Ypiranga Futebol Clube                          | Erechim       | 5º            | 0 (não possui)   |

### Estádios

Parque Esportivo Montanha dos Vinhedos

Todas as capacidades dos estádios são definidas pelo Cadastro Nacional dos Estádios de Futebol, divulgado pela Confederação Brasileira de Futebol.
| Porto Alegre       | Porto Alegre | Porto Alegre | Caxias do Sul | Caxias do Sul | Pelotas              |
| ------------------ | --- | --- | --- | --- | -------------------- |
| Arena do Grêmio    | Beira-Rio | Passo D'Areia | Centenário | Alfredo Jaconi | Bento Freitas        |
| Capacidade: 55 662 | Capacidade: 50 128 | Capacidade: 10 646 | Capacidade: 22 132 | Capacidade: 19 924 | Capacidade: 5 000    |
|                    | | | | |                      |
| Erechim            | Porto Alegre Porto Alegre Grêmio Internacional São José Caxias do Sul Caxias Juventude Caxias do Sul Brasil de Pelotas Cruzeiro Novo Hamburgo Passo Fundo São Paulo Veranópolis Ypiranga | Porto Alegre Porto Alegre Grêmio Internacional São José Caxias do Sul Caxias Juventude Caxias do Sul Brasil de Pelotas Cruzeiro Novo Hamburgo Passo Fundo São Paulo Veranópolis Ypiranga | Porto Alegre Porto Alegre Grêmio Internacional São José Caxias do Sul Caxias Juventude Caxias do Sul Brasil de Pelotas Cruzeiro Novo Hamburgo Passo Fundo São Paulo Veranópolis Ypiranga | Porto Alegre Porto Alegre Grêmio Internacional São José Caxias do Sul Caxias Juventude Caxias do Sul Brasil de Pelotas Cruzeiro Novo Hamburgo Passo Fundo São Paulo Veranópolis Ypiranga | Novo Hamburgo        |
| Colosso da Lagoa   | Porto Alegre Porto Alegre Grêmio Internacional São José Caxias do Sul Caxias Juventude Caxias do Sul Brasil de Pelotas Cruzeiro Novo Hamburgo Passo Fundo São Paulo Veranópolis Ypiranga | Porto Alegre Porto Alegre Grêmio Internacional São José Caxias do Sul Caxias Juventude Caxias do Sul Brasil de Pelotas Cruzeiro Novo Hamburgo Passo Fundo São Paulo Veranópolis Ypiranga | Porto Alegre Porto Alegre Grêmio Internacional São José Caxias do Sul Caxias Juventude Caxias do Sul Brasil de Pelotas Cruzeiro Novo Hamburgo Passo Fundo São Paulo Veranópolis Ypiranga | Porto Alegre Porto Alegre Grêmio Internacional São José Caxias do Sul Caxias Juventude Caxias do Sul Brasil de Pelotas Cruzeiro Novo Hamburgo Passo Fundo São Paulo Veranópolis Ypiranga | Vale                 |
| Capacidade: 22 000 | Porto Alegre Porto Alegre Grêmio Internacional São José Caxias do Sul Caxias Juventude Caxias do Sul Brasil de Pelotas Cruzeiro Novo Hamburgo Passo Fundo São Paulo Veranópolis Ypiranga | Porto Alegre Porto Alegre Grêmio Internacional São José Caxias do Sul Caxias Juventude Caxias do Sul Brasil de Pelotas Cruzeiro Novo Hamburgo Passo Fundo São Paulo Veranópolis Ypiranga | Porto Alegre Porto Alegre Grêmio Internacional São José Caxias do Sul Caxias Juventude Caxias do Sul Brasil de Pelotas Cruzeiro Novo Hamburgo Passo Fundo São Paulo Veranópolis Ypiranga | Porto Alegre Porto Alegre Grêmio Internacional São José Caxias do Sul Caxias Juventude Caxias do Sul Brasil de Pelotas Cruzeiro Novo Hamburgo Passo Fundo São Paulo Veranópolis Ypiranga | Capacidade: 5 196    |
| Rio Grande         | Porto Alegre Porto Alegre Grêmio Internacional São José Caxias do Sul Caxias Juventude Caxias do Sul Brasil de Pelotas Cruzeiro Novo Hamburgo Passo Fundo São Paulo Veranópolis Ypiranga | Porto Alegre Porto Alegre Grêmio Internacional São José Caxias do Sul Caxias Juventude Caxias do Sul Brasil de Pelotas Cruzeiro Novo Hamburgo Passo Fundo São Paulo Veranópolis Ypiranga | Porto Alegre Porto Alegre Grêmio Internacional São José Caxias do Sul Caxias Juventude Caxias do Sul Brasil de Pelotas Cruzeiro Novo Hamburgo Passo Fundo São Paulo Veranópolis Ypiranga | Porto Alegre Porto Alegre Grêmio Internacional São José Caxias do Sul Caxias Juventude Caxias do Sul Brasil de Pelotas Cruzeiro Novo Hamburgo Passo Fundo São Paulo Veranópolis Ypiranga | Veranópolis          |
| Aldo Dapuzzo       | Porto Alegre Porto Alegre Grêmio Internacional São José Caxias do Sul Caxias Juventude Caxias do Sul Brasil de Pelotas Cruzeiro Novo Hamburgo Passo Fundo São Paulo Veranópolis Ypiranga | Porto Alegre Porto Alegre Grêmio Internacional São José Caxias do Sul Caxias Juventude Caxias do Sul Brasil de Pelotas Cruzeiro Novo Hamburgo Passo Fundo São Paulo Veranópolis Ypiranga | Porto Alegre Porto Alegre Grêmio Internacional São José Caxias do Sul Caxias Juventude Caxias do Sul Brasil de Pelotas Cruzeiro Novo Hamburgo Passo Fundo São Paulo Veranópolis Ypiranga | Porto Alegre Porto Alegre Grêmio Internacional São José Caxias do Sul Caxias Juventude Caxias do Sul Brasil de Pelotas Cruzeiro Novo Hamburgo Passo Fundo São Paulo Veranópolis Ypiranga | Antônio David Farina |
| Capacidade: 3 500  | Porto Alegre Porto Alegre Grêmio Internacional São José Caxias do Sul Caxias Juventude Caxias do Sul Brasil de Pelotas Cruzeiro Novo Hamburgo Passo Fundo São Paulo Veranópolis Ypiranga | Porto Alegre Porto Alegre Grêmio Internacional São José Caxias do Sul Caxias Juventude Caxias do Sul Brasil de Pelotas Cruzeiro Novo Hamburgo Passo Fundo São Paulo Veranópolis Ypiranga | Porto Alegre Porto Alegre Grêmio Internacional São José Caxias do Sul Caxias Juventude Caxias do Sul Brasil de Pelotas Cruzeiro Novo Hamburgo Passo Fundo São Paulo Veranópolis Ypiranga | Porto Alegre Porto Alegre Grêmio Internacional São José Caxias do Sul Caxias Juventude Caxias do Sul Brasil de Pelotas Cruzeiro Novo Hamburgo Passo Fundo São Paulo Veranópolis Ypiranga | Capacidade: 4 720    |
|                    | Porto Alegre Porto Alegre Grêmio Internacional São José Caxias do Sul Caxias Juventude Caxias do Sul Brasil de Pelotas Cruzeiro Novo Hamburgo Passo Fundo São Paulo Veranópolis Ypiranga | Porto Alegre Porto Alegre Grêmio Internacional São José Caxias do Sul Caxias Juventude Caxias do Sul Brasil de Pelotas Cruzeiro Novo Hamburgo Passo Fundo São Paulo Veranópolis Ypiranga | Porto Alegre Porto Alegre Grêmio Internacional São José Caxias do Sul Caxias Juventude Caxias do Sul Brasil de Pelotas Cruzeiro Novo Hamburgo Passo Fundo São Paulo Veranópolis Ypiranga | Porto Alegre Porto Alegre Grêmio Internacional São José Caxias do Sul Caxias Juventude Caxias do Sul Brasil de Pelotas Cruzeiro Novo Hamburgo Passo Fundo São Paulo Veranópolis Ypiranga |                      |
| Passo Fundo        | Porto Alegre Porto Alegre Grêmio Internacional São José Caxias do Sul Caxias Juventude Caxias do Sul Brasil de Pelotas Cruzeiro Novo Hamburgo Passo Fundo São Paulo Veranópolis Ypiranga | Porto Alegre Porto Alegre Grêmio Internacional São José Caxias do Sul Caxias Juventude Caxias do Sul Brasil de Pelotas Cruzeiro Novo Hamburgo Passo Fundo São Paulo Veranópolis Ypiranga | Porto Alegre Porto Alegre Grêmio Internacional São José Caxias do Sul Caxias Juventude Caxias do Sul Brasil de Pelotas Cruzeiro Novo Hamburgo Passo Fundo São Paulo Veranópolis Ypiranga | Porto Alegre Porto Alegre Grêmio Internacional São José Caxias do Sul Caxias Juventude Caxias do Sul Brasil de Pelotas Cruzeiro Novo Hamburgo Passo Fundo São Paulo Veranópolis Ypiranga | Gravataí             |
| Vermelhão da Serra | Porto Alegre Porto Alegre Grêmio Internacional São José Caxias do Sul Caxias Juventude Caxias do Sul Brasil de Pelotas Cruzeiro Novo Hamburgo Passo Fundo São Paulo Veranópolis Ypiranga | Porto Alegre Porto Alegre Grêmio Internacional São José Caxias do Sul Caxias Juventude Caxias do Sul Brasil de Pelotas Cruzeiro Novo Hamburgo Passo Fundo São Paulo Veranópolis Ypiranga | Porto Alegre Porto Alegre Grêmio Internacional São José Caxias do Sul Caxias Juventude Caxias do Sul Brasil de Pelotas Cruzeiro Novo Hamburgo Passo Fundo São Paulo Veranópolis Ypiranga | Porto Alegre Porto Alegre Grêmio Internacional São José Caxias do Sul Caxias Juventude Caxias do Sul Brasil de Pelotas Cruzeiro Novo Hamburgo Passo Fundo São Paulo Veranópolis Ypiranga | Vieirão              |
| Capacidade: 15 000 | Porto Alegre Porto Alegre Grêmio Internacional São José Caxias do Sul Caxias Juventude Caxias do Sul Brasil de Pelotas Cruzeiro Novo Hamburgo Passo Fundo São Paulo Veranópolis Ypiranga | Porto Alegre Porto Alegre Grêmio Internacional São José Caxias do Sul Caxias Juventude Caxias do Sul Brasil de Pelotas Cruzeiro Novo Hamburgo Passo Fundo São Paulo Veranópolis Ypiranga | Porto Alegre Porto Alegre Grêmio Internacional São José Caxias do Sul Caxias Juventude Caxias do Sul Brasil de Pelotas Cruzeiro Novo Hamburgo Passo Fundo São Paulo Veranópolis Ypiranga | Porto Alegre Porto Alegre Grêmio Internacional São José Caxias do Sul Caxias Juventude Caxias do Sul Brasil de Pelotas Cruzeiro Novo Hamburgo Passo Fundo São Paulo Veranópolis Ypiranga | Capacidade: 4 700    |
|                    | Porto Alegre Porto Alegre Grêmio Internacional São José Caxias do Sul Caxias Juventude Caxias do Sul Brasil de Pelotas Cruzeiro Novo Hamburgo Passo Fundo São Paulo Veranópolis Ypiranga | Porto Alegre Porto Alegre Grêmio Internacional São José Caxias do Sul Caxias Juventude Caxias do Sul Brasil de Pelotas Cruzeiro Novo Hamburgo Passo Fundo São Paulo Veranópolis Ypiranga | Porto Alegre Porto Alegre Grêmio Internacional São José Caxias do Sul Caxias Juventude Caxias do Sul Brasil de Pelotas Cruzeiro Novo Hamburgo Passo Fundo São Paulo Veranópolis Ypiranga | Porto Alegre Porto Alegre Grêmio Internacional São José Caxias do Sul Caxias Juventude Caxias do Sul Brasil de Pelotas Cruzeiro Novo Hamburgo Passo Fundo São Paulo Veranópolis Ypiranga |                      |

Outros estádios
- Parque Esportivo Montanha dos VinhedosParque Esportivo Montanha dos Vinhedos

## Primeira fase
| Pos | Equipes             | Pts | J  | V | E | D | GP | GC | SG  | %  | Classificação ou rebaixamento               |
| --- | ------------------- | --- | -- | - | - | - | -- | -- | --- | -- | ------------------------------------------- |
| 1   | Novo Hamburgo       | 23  | 11 | 7 | 2 | 2 | 19 | 9  | +10 | 69 | Classificados à fase final                  |
| 2   | Cruzeiro-RS         | 20  | 11 | 5 | 5 | 1 | 13 | 9  | +4  | 60 | Classificados à fase final                  |
| 3   | Caxias              | 19  | 11 | 5 | 4 | 2 | 16 | 10 | +6  | 57 | Classificados à fase final                  |
| 4   | Grêmio              | 17  | 11 | 4 | 5 | 2 | 16 | 9  | +7  | 51 | Classificados à fase final                  |
| 5   | Veranópolis         | 15  | 11 | 3 | 6 | 2 | 9  | 8  | +1  | 45 | Classificados à fase final                  |
| 6   | Juventude           | 14  | 11 | 4 | 2 | 5 | 8  | 14 | –6  | 42 | Classificados à fase final                  |
| 7   | Internacional       | 14  | 11 | 3 | 5 | 3 | 13 | 13 | 0   | 42 | Classificados à fase final                  |
| 8   | São José-RS         | 13  | 11 | 3 | 4 | 4 | 11 | 11 | 0   | 39 | Classificados à fase final                  |
| 9   | São Paulo-RS        | 12  | 11 | 3 | 3 | 5 | 11 | 16 | –5  | 36 |                                             |
| 10  | Brasil de Pelotas   | 10  | 11 | 2 | 4 | 5 | 9  | 11 | –2  | 30 |                                             |
| 11  | Ypiranga de Erechim | 9   | 11 | 2 | 3 | 6 | 7  | 14 | –7  | 27 | Rebaixados para a Divisão de Acesso de 2018 |
| 12  | Passo Fundo         | 9   | 11 | 1 | 3 | 7 | 7  | 16 | –9  | 27 | Rebaixados para a Divisão de Acesso de 2018 |

### Confrontos
Em negrito estão os jogos clássicos.
|  |                     |  |        |  |                      |
|  | Vitória do Mandante |  | Empate |  | Vitória do Visitante |

### Desempenho por rodada
|  |  |

### Rodadas na liderança
Clubes que lideraram o campeonato ao final de cada rodada:
| 1   | 2   | 3   | 4   | 5   | 6   | 7   | 8   | 9   | 10  | 11  |
| SPA | NVH | NVH | NVH | NVH | NVH | NVH | NVH | NVH | NVH | NVH |

### Rodadas na lanterna
Clubes que ficaram na última posição do campeonato ao final de cada rodada:
| 1   | 2   | 3   | 4   | 5   | 6   | 7   | 8   | 9   | 10  | 11  |
| PFU | YPI | YPI | YPI | SJO | SJO | PFU | PFU | PFU | PFU | PFU |

## Fase final
|  |  |

|  | Quartas de final | Quartas de final    | Quartas de final | Quartas de final |       |                     | Semifinais       | Semifinais       | Semifinais       | Semifinais       |  |               | Final                   | Final                   | Final                   | Final                   |  |  |
|  | 1 a 9 de abril   | 1 a 9 de abril      | 1 a 9 de abril   | 1 a 9 de abril   |       |                     | 16 a 23 de abril | 16 a 23 de abril | 16 a 23 de abril | 16 a 23 de abril |  |               | 30 de abril e 7 de maio | 30 de abril e 7 de maio | 30 de abril e 7 de maio | 30 de abril e 7 de maio |  |  |
|  |                  |                     |                  |                  |       |                     |                  |                  |                  |                  |  |               |                         |                         |                         |                         |  |  |
|  | Internacional    | 3                   | 2                | 5                |       |                     |                  |                  |                  |                  |  |               |                         |                         |                         |                         |  |  |
|  | Cruzeiro-RS      | 1                   | 0                | 1                |       |                     |                  |                  |                  |                  |  |               |                         |                         |                         |                         |  |  |
|  | Cruzeiro-RS      | 1                   | 0                | 1                |       | Internacional (pen) | 1                | 0                | 1 (5)            |                  |  |               |                         |                         |                         |                         |  |  |
|  |                  |                     |                  |                  |       | Internacional (pen) | 1                | 0                | 1 (5)            |                  |  |               |                         |                         |                         |                         |  |  |
|  |                  | Caxias              | 0                | 1                | 1 (3) |                     |                  |                  |                  |                  |  |               |                         |                         |                         |                         |  |  |
|  | Juventude        | Caxias              | 0                | 1                | 1 (3) | 0                   | 0                | 0                |                  |                  |  |               |                         |                         |                         |                         |  |  |
|  | Juventude        |                     |                  |                  |       | 0                   | 0                | 0                |                  |                  |  |               |                         |                         |                         |                         |  |  |
|  | Caxias           | 1                   | 1                | 2                |       |                     |                  |                  |                  |                  |  |               |                         |                         |                         |                         |  |  |
|  | Caxias           | 1                   | 1                | 2                |       |                     |                  |                  |                  |                  |  | Internacional | 2                       | 1                       | 3 (1)                   |                         |  |  |
|  |                  |                     |                  |                  |       |                     |                  |                  |                  |                  |  | Internacional | 2                       | 1                       | 3 (1)                   |                         |  |  |
|  |                  | Novo Hamburgo       | 2                | 1                | 3 (3) |                     |                  |                  |                  |                  |  |               |                         |                         |                         |                         |  |  |
|  | Veranópolis      | Novo Hamburgo       | 2                | 1                | 3 (3) | 0                   | 0                | 0                |                  |                  |  |               |                         |                         |                         |                         |  |  |
|  | Veranópolis      |                     |                  |                  |       | 0                   | 0                | 0                |                  |                  |  |               |                         |                         |                         |                         |  |  |
|  | Grêmio           | 2                   | 5                | 7                |       |                     |                  |                  |                  |                  |  |               |                         |                         |                         |                         |  |  |
|  | Grêmio           | 2                   | 5                | 7                |       | Grêmio              | 1                | 1                | 2 (6)            |                  |  |               |                         |                         |                         |                         |  |  |
|  |                  |                     |                  |                  |       | Grêmio              | 1                | 1                | 2 (6)            |                  |  |               |                         |                         |                         |                         |  |  |
|  |                  | Novo Hamburgo (pen) | 1                | 1                | 2 (7) |                     |                  |                  |                  |                  |  |               |                         |                         |                         |                         |  |  |
|  | São José-RS      | Novo Hamburgo (pen) | 1                | 1                | 2 (7) | 0                   | 0                | 0                |                  |                  |  |               |                         |                         |                         |                         |  |  |
|  | São José-RS      |                     |                  |                  |       | 0                   | 0                | 0                |                  |                  |  |               |                         |                         |                         |                         |  |  |
|  | Novo Hamburgo    | 1                   | 1                | 2                |       |                     |                  |                  |                  |                  |  |               |                         |                         |                         |                         |  |  |

Em itálico, os times que disputaram a primeira partida como mandante. Em negrito, os times classificados.

## Premiação
| Campeonato Gaúcho de 2017          |
| Novo Hamburgo                      |
| ---------------------------------- |
| Novo Hamburgo Campeão (1.º título) |

| Campeão do Interior de 2017  |
| Caxias do Sul                |
| ---------------------------- |
| Caxias Campeão (11.º título) |

### Cotas de televisão
O Grupo Globo, através de sua afiliada no Rio Grande do Sul: a RBS TV, fechou o contrato de televisionamento do Campeonato Gaúcho distribuindo dessa forma o pagamento dos direitos de transmissão dos jogos:
- Grêmio e Internacional – Sete milhões e 500 mil reais
- Brasil de Pelotas e Juventude – Um milhão e 500 mil reais
- Demais clubes – Um milhão de reais

### Premiação aos vencedores
A Federação Gaúcha de Futebol definiu o valor a ser pago para o campeão gaúcho em cinco milhões de reais. Não está previsto pela federação a premiação para o campeão do interior, nem premiações em dinheiro para os times pelo desempenho na competição. Os Postos Ipiranga detentores dos naming rights do certame fez pagamentos acordados diretamente com os clubes. Foram 800 mil reais divididos entre todos os clubes pelas placas de publicidade, um bônus de 100 mil reais para os times que passaram da primeira fase, além de 200 mil reais para o campeão do interior.

## Seleção do campeonato

### Rádio Gaúcha e Zero-Hora
Fonte:
| Posição          | Jogador                       | Clube                         |
| ---------------- | ----------------------------- | ----------------------------- |
| Goleiro          | Matheus                       | Novo Hamburgo                 |
| Lateral-direito  | Léo Moura                     | Grêmio                        |
| Zagueiro         | Júlio Santos                  | Novo Hamburgo                 |
| Zagueiro         | Víctor Cuesta                 | Internacional                 |
| Lateral-esquerdo | Sander                        | Cruzeiro-RS                   |
| Volante          | Jardel                        | Novo Hamburgo                 |
| Meia             | Preto                         | Novo Hamburgo                 |
| Meia             | Ramiro                        | Grêmio                        |
| Meia             | D'Alessandro                  | Internacional                 |
| Atacante         | Miller Bolaños                | Grêmio                        |
| Atacante         | Nicolás López                 | Internacional                 |
| Técnico          | Beto Campos                   | Novo Hamburgo                 |
| Árbitro          | Jean Pierre Gonçalves de Lima | Jean Pierre Gonçalves de Lima |

### FGF
Fonte:
| Posição          | Jogador                 | Clube                   |
| ---------------- | ----------------------- | ----------------------- |
| Goleiro          | Matheus                 | Novo Hamburgo           |
| Lateral-direito  | John Lennon             | Cruzeiro-RS             |
| Zagueiro         | Júlio Santos            | Novo Hamburgo           |
| Zagueiro         | Pedro Geromel           | Grêmio                  |
| Lateral-esquerdo | Sander                  | Cruzeiro-RS             |
| Volante          | Jardel                  | Novo Hamburgo           |
| Volante          | Rodrigo Dourado         | Internacional           |
| Meia             | D'Alessandro            | Internacional           |
| Meia             | Preto                   | Novo Hamburgo           |
| Atacante         | Miller Bolaños          | Grêmio                  |
| Atacante         | Nico López              | Internacional           |
| Técnico          | Beto Campos             | Novo Hamburgo           |
| Revelação        | Sander                  | Cruzeiro-RS             |
| Artilheiro       | Miller Bolaños          | Grêmio                  |
| Artilheiro       | Brenner                 | Internacional           |
| Melhor jogador   | Matheus                 | Novo Hamburgo           |
| Melhor dirigente | Juarez Radaelli         | Novo Hamburgo           |
| Árbitro          | RS Leandro Pedro Vuaden | RS Leandro Pedro Vuaden |
| Assistente       | RS Leirson Martins      | RS Leirson Martins      |

### Seleções de Cada Rodada
| SELEÇÕES DAS RODADAS Rede Gaúcha • Zero Hora • O Bairrista • Esportchê | SELEÇÕES DAS RODADAS Rede Gaúcha • Zero Hora • O Bairrista • Esportchê | SELEÇÕES DAS RODADAS Rede Gaúcha • Zero Hora • O Bairrista • Esportchê |
| Rodada                                                                 | Seleção da Rodada | Ref.                                                                   |
| ---------------------------------------------------------------------- | --- | ---------------------------------------------------------------------- |
| 1ª Rodada                                                              | Fábio (São José-RS); Bindé (São José-RS), Dão (Cruzeiro-RS), Geromel (Grêmio), Sander (Cruzeiro-RS); Rodrigo Dourado (Internacional), Maicon (Grêmio), Fidélis (São Paulo-RS), Athos (Veranópolis); Cléverson (São Paulo-RS), Keké (Veranópolis). Técnico: Não Divulgado.                                                            | Fonte                                                                  |
| 2ª Rodada                                                              | Matheus (Novo Hamburgo); Maicon (Passo Fundo), Cleylton (São Paulo-RS), Édson Borges (Caxias), Xaro (Passo Fundo); Jardel (Novo Hamburgo), Vágner (Caxias), Ben-Hur (Cruzeiro-RS), Elyeser (Caxias); Gilmar (Caxias), Lukão (Cruzeiro-RS). Técnico: Beto Campos (Novo Hamburgo).                                                     | Fonte                                                                  |
| 3ª Rodada                                                              | Douglas (Juventude); Thiago Machado (Caxias), Cleylton (São Paulo-RS), Claudinho (São José-RS), Sander (Cruzeiro-RS); Jardel (Novo Hamburgo), Elyeser (Caxias), Fidélis (São Paulo-RS), D'Alessandro (Internacional); Keké (Veranópolis), Miller Bolaños (Grêmio). Técnico: Tiago Nunes (Veranópolis).                               | Fonte                                                                  |
| 4ª Rodada                                                              | Matheus (Novo Hamburgo); Bindé (São José-RS), Jean (Caxias), Rodolfo Mól (Passo Fundo), Assis (Novo Hamburgo); Matheus Santana (Veranópolis), João Afonso (Brasil de Pelotas), Juninho (Novo Hamburgo), Júlio César (Caxias); Brenner (Internacional), João Paulo (Novo Hamburgo). Técnico: Beto Campos (Novo Hamburgo).             | Fonte                                                                  |
| 5ª Rodada                                                              | Marcelo Grohe (Grêmio); Vidal (Juventude), Jean (Caxias), Wagner Freitas (Ypiranga de Erechim), Carlinhos (Internacional); Jardel (Novo Hamburgo), Wagner (Caxias), Amaral (Novo Hamburgo), Elyeser (Caxias); Miller Bolaños (Grêmio), João Paulo (Novo Hamburgo). Técnico: Beto Campos (Novo Hamburgo).                             | Fonte                                                                  |
| 6ª Rodada                                                              | Carlão (Ypiranga de Erechim); Thiago Machado (Caxias), Wagner (São José-RS), Julio Santos (Novo Hamburgo), Pará (Juventude); Rodrigo Dourado (Internacional), Rafinha (São José-RS), Lucas (Cruzeiro-RS), Kaio Wilker (Ypiranga de Erechim); João Paulo (Novo Hamburgo), Kayron (Veranópolis). Técnico: Beto Campos (Novo Hamburgo). | Fonte                                                                  |
| 7ª Rodada                                                              | Não divulgada |                                                                        |
| 8ª Rodada                                                              | Danilo Fernandes (Internacional); Léo Moura (Grêmio), Weslei (Ypiranga de Erechim), Claudinho (São José-RS), Sander (Cruzeiro-RS); Eduardinho (Veranópolis), Ramiro (Grêmio), Marabá (Caxias), Rafinha (São José-RS); Gilmar (Caxias), Branquinho (Novo Hamburgo). Técnico: Tiago Nunes (Veranópolis).                               | Fonte                                                                  |
| 9ª Rodada                                                              | Marcelo Pitol (Caxias); Léo Moura (Grêmio), Rodolfo (Passo Fundo), Claudinho (São José-RS), Uendel (Internacional); Nem (Brasil de Pelotas), Wiliam Kozlowski (Cruzeiro-RS), Preto (Novo Hamburgo), Talles Cunha (Ypiranga de Erechim); Caion (Juventude), Paulinho (São José-RS). Técnico: China Balbino (São José-RS).             | Fonte                                                                  |
| 10ª Rodada                                                             | Roballo (Passo Fundo); John Lennon (Cruzeiro-RS), Kannemann (Grêmio), Edson Borges (Caxias), Sander (Cruzeiro-RS); Michel (Grêmio), Marlon (Caxias), Felipe Guedes (São José-RS), D'Alessandro (Internacional); Thiago Alagoano (Cruzeiro-RS), Miller Bolaños (Grêmio). Técnico: Ben Hur Pereira (Cruzeiro-RS).                      | Fonte                                                                  |
| 11ª Rodada                                                             | Gustavo (Passo Fundo); John Lennon (Cruzeiro-RS), Cleylton (São Paulo-RS), Vinícius (Juventude), Sander (Cruzeiro-RS); Lucas (Cruzeiro-RS), Wallacer (Juventude), Jardel (Novo Hamburgo), Leomir (São Paulo-RS); Nico López (Internacional), Lucão (Cruzeiro-RS). Técnico: Ben Hur Pereira (Cruzeiro-RS).                            | Fonte                                                                  |

## Estatísticas

### Artilharia
7 gols (2)
- Bolaños (Grêmio)
- Brenner (Internacional)

6 gols (1)
- João Paulo (Novo Hamburgo)

5 gols (5)
- Gilmar (Caxias)
- Jardel (Novo Hamburgo)
- Nico López (Internacional)
- Rafinha (São José-RS)
- Thiago Alagoano (Cruzeiro-RS)

4 gols (6)
- Fidélis (São Paulo-RS)
- Júlio César (Caxias)
- Júlio Santos (Novo Hamburgo)
- Juninho (Novo Hamburgo)
- Ramiro (Grêmio)
- Roberson (Internacional)

3 gols (7)
- Barrios (Grêmio)
- Keké (Veranópolis)
- Luan (Grêmio)
- Lucão (Cruzeiro-RS)
- Mateus (Veranópolis)
- Rodrigo Dourado (Internacional)
- Talles Cunha (Ypiranga de Erechim)

2 gols (17)
- Álvaro (Novo Hamburgo)
- Assis (Novo Hamburgo)
- Caprini (Juventude)
- Claudinho (São José-RS)
- Cleylton (São Paulo-RS)
- Elyeser (Caxias)
- Fernandinho (Grêmio)
- Gustavo Papa (Brasil de Pelotas)
- Jean (Caxias)
- Kaio Wilker (Ypiranga de Erechim)
- Kayron (Veranópolis)
- Léo Moura (Grêmio)
- Marcinho (Brasil de Pelotas)
- Marlon (Caxias)
- Reinaldo (Cruzeiro-RS)
- Saldanha (Passo Fundo)
- Willian (Cruzeiro-RS)

1 gol (42)
| - Caion (Juventude) - Canhoto (São José-RS) - Chico (Ypiranga de Erechim) - Cleverson (São Paulo-RS) - Conrado (Novo Hamburgo) - Cuesta (Internacional) - D'Alessandro (Internacional) - Dão (Cruzeiro-RS) - Éder (Ypiranga de Erechim) - Edílson (Grêmio) - Edson Borges (Caxias) - Felipe Guedes (São José-RS) - Gênesis (Passo Fundo) - Geninho (Caxias) - Gustavo (Veranópolis) - Jajá (Caxias) - Jean Silva (Brasil de Pelotas) - Jefferson Assis (Novo Hamburgo) - Jessé (Passo Fundo) - Leandro Camilo (Brasil de Pelotas) | - Leandro Leite (Brasil de Pelotas) - Leandro Rodrigues (São Paulo-RS) - Leomir (São Paulo-RS) - Lucas Martins (Cruzeiro-RS) - Michel (Grêmio) - Mikael (Passo Fundo) - Murilo (Juventude) - Nem (Brasil de Pelotas) - Pará (Juventude) - Paulinho (São José-RS) - Pedro Rocha (Grêmio) - Preto (Novo Hamburgo) - Rafael Pilões (São Paulo-RS) - Reis (Caxias) - Ruan (Juventude) - Rodolfo (Passo Fundo) - Saimon (Passo Fundo) - Tadeu (Juventude) - Valdívia (Internacional) - Vinícius (Juventude) | - Wagner Gomes (Caxias) - Wagner Luiz (São José-RS) |

Gols contra (6)
- Ernando (Internacional, para o Novo Hamburgo)
- Bindé (São José-RS, para o Caxias)
- Cleylton (São Paulo-RS, para o Novo Hamburgo)
- Henrique (Ypiranga de Erechim, para o Grêmio)
- Léo Carioca (Novo Hamburgo, para o Ypiranga de Erechim)
- Mikael (Passo Fundo, para o Brasil de Pelotas)

### Dados disciplinares
| Clube               | Jogos | Penalizado com cartão amarelo | Expulso |
| ------------------- | ----- | ----------------------------- | ------- |
| Brasil de Pelotas   | 11    | 29                            | 1       |
| Caxias              | 15    | 40                            | 2       |
| Cruzeiro-RS         | 13    | 31                            | 2       |
| Grêmio              | 15    | 35                            | –       |
| Internacional       | 17    | 41                            | 4       |
| Juventude           | 13    | 39                            | 4       |
| Novo Hamburgo       | 17    | 47                            | 2       |
| Passo Fundo         | 11    | 34                            | 3       |
| São José-RS         | 13    | 34                            | 3       |
| São Paulo-RS        | 11    | 34                            | 2       |
| Veranópolis         | 13    | 36                            | –       |
| Ypiranga de Erechim | 11    | 37                            | –       |

## Maiores públicos
| Nº | Público[PP] | Mandante      | Placar | Visitante     | Estádio           | Data        | Rodada | Ref.   |
| -- | ----------- | ------------- | ------ | ------------- | ----------------- | ----------- | ------ | ------ |
| 1  | 43 032      | Grêmio        | 2–2    | Internacional | Arena do Grêmio   | 4 de março  | 6ª     | [ 10 ] |
| 2  | 38 226      | Internacional | 2–2    | Novo Hamburgo | Estádio Beira-Rio | 30 de abril | FI1    | [ 11 ] |
| 3  | 18 278      | Internacional | 1–0    | Caxias        | Estádio Beira-Rio | 15 de abril | SF1    | [ 12 ] |
| 4  | 16 396      | Internacional | 1–0    | São Paulo-RS  | Estádio Beira-Rio | 18 de março | 8ª     | [ 13 ] |
| 5  | 15 978      | Grêmio        | 1–1    | Novo Hamburgo | Arena do Grêmio   | 16 de abril | SF1    | [ 14 ] |

## Menores públicos
| Nº | Público[PP] | Mandante    | Placar | Visitante           | Estádio              | Data            | Rodada | Ref.   |
| -- | ----------- | ----------- | ------ | ------------------- | -------------------- | --------------- | ------ | ------ |
| 1  | 36          | São José-RS | 1–1    | Ypiranga de Erechim | Antônio Vieira Ramos | 5 de março      | 6ª     | [ 15 ] |
| 2  | 130         | Cruzeiro-RS | 2–1    | Juventude           | Antônio Vieira Ramos | 22 de março     | 9ª     | [ 16 ] |
| 3  | 157         | Cruzeiro-RS | 2–0    | Ypiranga de Erechim | Antônio Vieira Ramos | 26 de março     | 10ª    | [ 17 ] |
| 4  | 191         | Veranópolis | 1–1    | Cruzeiro-RS         | Antônio David Farina | 19 de fevereiro | 4ª     | [ 18 ] |
| 5  | 194         | Veranópolis | 0–0    | Passo Fundo         | Antônio David Farina | 22 de março     | 9ª     | [ 19 ] |

Notas:
- PP. ^ Considera-se apenas o público pagante.
- Não são considerados jogos com portões fechados

## Média de público
As médias de público são calculadas manualmente, levando-se em conta o relatório oficial emitido pela Federação Gaúcha de Futebol, disponíveis no site oficial.
| Pos. | Time                | Média  | Total   | Mandos | Maior  | Menor |
| ---- | ------------------- | ------ | ------- | ------ | ------ | ----- |
| 1    | Grêmio              | 15 143 | 121 149 | 8      | 43 032 | 5 359 |
| 2    | Internacional       | 14 494 | 115 958 | 8      | 38 226 | 3 591 |
| 3    | Juventude           | 3 722  | 26 057  | 7      | 5 817  | 1 828 |
| 4    | Brasil de Pelotas   | 2 951  | 17 706  | 6      | 4 728  | 2 007 |
| 5    | Caxias              | 2 610  | 18 273  | 7      | 6 677  | 786   |
| 6    | Passo Fundo         | 2 194  | 10 974  | 5      | 7 359  | 253   |
| 7    | Novo Hamburgo       | 2 127  | 19 151  | 9      | 9 614  | 364   |
| 8    | São Paulo-RS        | 1 803  | 9 015   | 5      | 3 240  | 915   |
| 9    | Ypiranga de Erechim | 1 540  | 7 702   | 5      | 5 893  | 266   |
| 10   | Veranópolis         | 633    | 4 436   | 7      | 1 425  | 191   |
| 11   | Cruzeiro-RS         | 600    | 4 201   | 7      | 1 458  | 130   |
| 12   | São José-RS         | 539    | 1 617   | 3[sjo] | 1 370  | 36    |

Notas
- Não são considerados jogos com portões fechados.

[sjo] ^  A equipe do São José-RS disputou quatro partidas com portões fechados, por determinação do Corpo de Bombeiros.

## Mudança de técnicos
| Clube               | Técnico demitido    | Motivo          | Data            | Última partida                    | Rod | Pos | Sucessor           | Ref.          |
| ------------------- | ------------------- | --------------- | --------------- | --------------------------------- | --- | --- | ------------------ | ------------- |
| Ypiranga de Erechim | Carlos Moraes       | Maus resultados | 13 de fevereiro | Juventude 1–0 Ypiranga de Erechim | 3ª  | 12º | Guilherme Macuglia | [ 20 ] [ 21 ] |
| Passo Fundo         | Paulo Porto         | Maus resultados | 27 de fevereiro | Juventude 1–0 Passo Fundo         | 5ª  | 10º | Leocir Dall’Astra  | [ 22 ] [ 23 ] |
| Juventude           | Paulo César Parente | Maus resultados | 6 de março      | Veranópolis 2–1 Juventude         | 6ª  | 5º  | Gilmar Dal Pozzo   | [ 24 ] [ 25 ] |
| São Paulo-RS        | Gilson Maciel       | Maus resultados | 24 de março     | São Paulo-RS 1–3 São José-RS      | 9ª  | 11º | Márcio Nunes       | [ 26 ]        |

## Outras divisões

### Segunda Divisão
* Estádio em que a Equipe manda seus jogos, em cidade diferente de sua sede.

## Transmissão
A RBS TV (afiliada da Rede Globo) detém todos os direitos de transmissão para a temporada de 2017 pela TV aberta.

### Jogos transmitidos pela RBS TV

#### 1ª FASE GAUCHÃO - 2017
- 1ª rodada - Veranópolis 1–1 Internacional - 29 de janeiro (Dom) - 17:00
- 2ª rodada - Caxias 2–1 Grêmio - 5 de fevereiro (Dom) - 17:00
- 3ª rodada - Grêmio 1–0 Passo Fundo - 12 de fevereiro (Dom) - 17:00
- 4ª rodada - Passo Fundo 2–2 Internacional - 19 de fevereiro (Dom) - 17:00
- 5ª rodada - Cruzeiro 0–2 Grêmio - 25 de fevereiro (Sáb) - 16:30
- 6ª rodada - Brasil de Pelotas 2–1 São Paulo - 5 de março (Dom) - 16:00
- 7ª rodada - Juventude 1–0 Internacional - 12 de março (Dom) - 16:00
- 8ª rodada - Grêmio 1–1 Veranópolis - 19 de março (Dom) - 16:00
- 9ª rodada - Novo Hamburgo 1–1 Grêmio - 22 de março (Qua) - 21:45
- 10ª rodada - São José 1–2 Internacional - 26 de março (Dom) - 16:00
- 11ª rodada - São Paulo 1–0 Grêmio - 29 de março (Qua) - 21:45

#### QUARTAS DE FINAL GAUCHÃO - 2017
- IDA - Veranópolis 0–2 Grêmio - 2 de abril (Dom) - 16:00
- VOLTA - Cruzeiro 0–2 Internacional - 9 de abril (Dom) - 16:00

#### SEMIFINAL GAUCHÃO - 2017
- IDA - Grêmio 1–1 Novo Hamburgo - 16 de abril (Dom) - 16:00
- VOLTA - Caxias 1(3)–0(5) Internacional - 23 de abril (Dom) - 16:00

#### FINAL GAUCHÃO - 2017
- IDA - Internacional 2–2 Novo Hamburgo - 30 de abril (Dom) - 16:00
- VOLTA - Novo Hamburgo 1(3)–1(1) Internacional - 7 de maio (Dom) - 16:00

#### Transmissões na tv aberta por time
| Clube             | 1ª FASE | MATA-MATA (QUARTAS, SEMI E FINAL) | Total (incluindo a final) |
| ----------------- | ------- | --------------------------------- | ------------------------- |
| Grêmio            | 6       | 2                                 | 8                         |
| Internacional     | 4       | 4                                 | 8                         |
| Novo Hamburgo     | 1       | 3                                 | 4                         |
| Veranópolis       | 2       | 1                                 | 3                         |
| Caxias            | 1       | 1                                 | 2                         |
| Cruzeiro-RS       | 1       | 1                                 | 2                         |
| Passo Fundo       | 2       | 0                                 | 2                         |
| São Paulo-RS      | 2       | 0                                 | 2                         |
| São José-RS       | 1       | 0                                 | 1                         |
| Brasil de Pelotas | 1       | 0                                 | 1                         |
| Juventude         | 1       | 0                                 | 1                         |